# Hexapathes heterosticha
Hexapathes heterosticha is een Antipathariasoort uit de familie van de Cladopathidae. De wetenschappelijke naam van de soort is voor het eerst geldig gepubliceerd in 1910 door Kinoshita.